# It's Goin' Down (bài hát của X-Ecutioners)
"It's Goin' Down" là một đĩa đơn của các tay đẩy đĩa The X-Ecutioners và Linkin Park, từ album đầu tay năm 2002 của họ: Built From Scratch.
Nó có sự góp mặt của Mike Shinoda và Joseph Hahn từ ban nhạc Linkin Park. Video của bài hát cũng có sự góp mặt của tay trống Rob Bourdon cùng tay bass Phoenix từ Linkin Park, và tay ghita Wayne Static từ Static-X, dù họ không xuất hiện trong bài đã thu âm. Trong video nhạc, tay ghita Brad Delson và ca sĩ Chester Bennington từ Linkin Park có thể nhìn thấy, cũng như các nghệ sĩ nổi tiếng khác.
Bài hát được sáng tác bởi Mike Shinoda, Joseph Hahn và X-Ecutioners; nó có đoạn nhạc mẫu từ bài "Year 2000" của Xzibit và các bài demo "Step Up", "Dedicated" của Linkin Park. "It's Goin' Down" được sản xuất bởi Mike Shinoda.
Trong đoạn đẩy đĩa của các DJ ở nửa sau của bài, bạn có thể nghe rõ ràng câu "X-men 'bout to blast off world wide" (X-men sắp bùng nổ trên toàn cầu), đó là tên ban đầu của nhóm (X-Men), nhưng phải đổi thành The X-Ecutioners vì vấn đề bản quyền (X-Men).

## Danh sách bài hát

### CD
1. "It's Goin' Down"
2. "X-Ecution Of A Bum Rush"
3. "Play That Beat (Bản phối lại của Low Fidelity All-Stars)"

### Đĩa nhựa
Mặt A
1. "It's Goin' Down" (Bản Phát thanh)
2. "It's Goin' Down" (Nhạc)

Mặt B
1. "The X-Ecutioners (Bài hát) - Góp mặt Dan the Automator"
2. "It's Goin' Down" (Scratchapella)